# Bat Galim

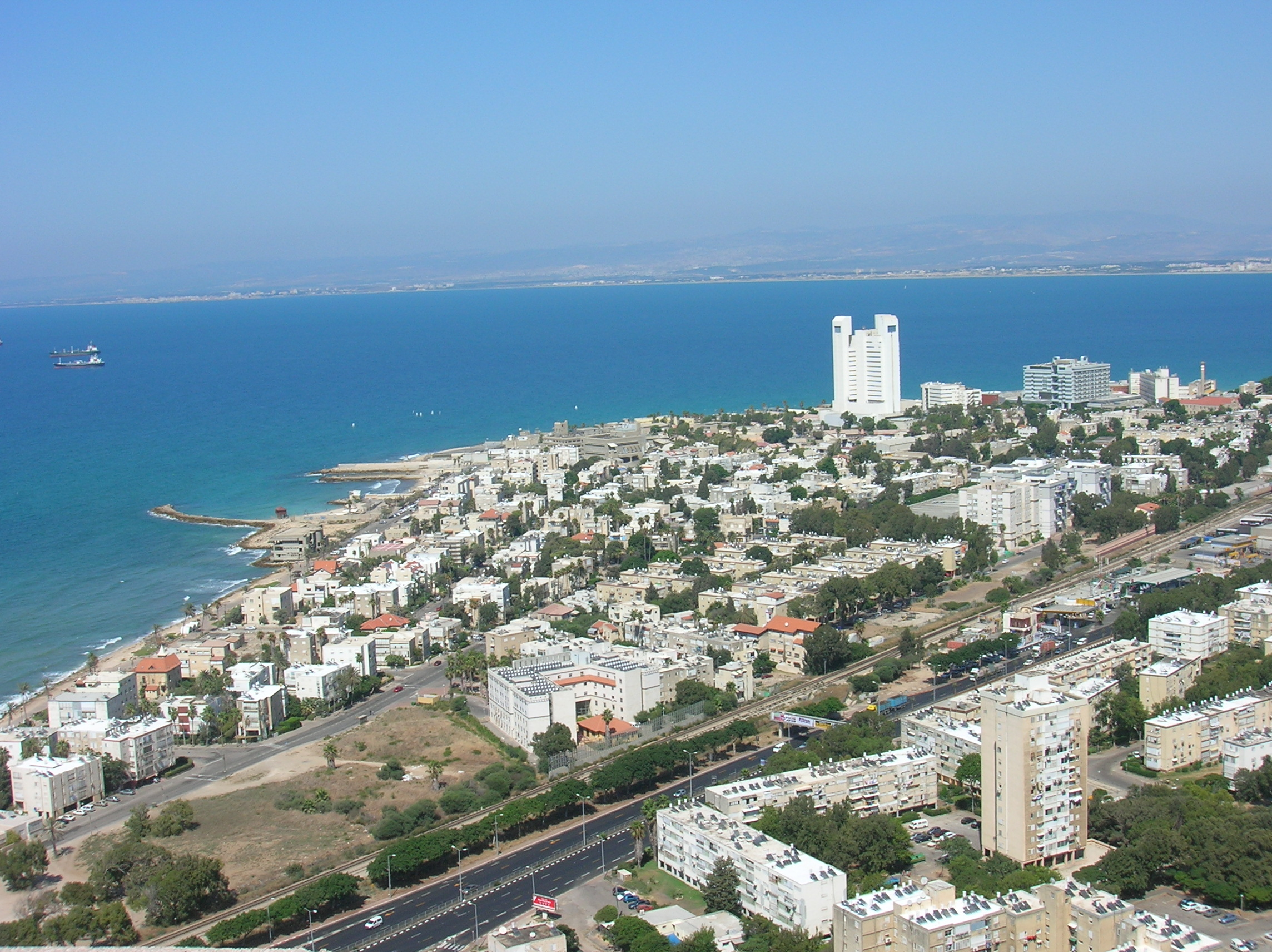
Pohled na Bat Galim

Bat Galim (hebrejsky: בת גלים, doslova „Dcera vln“) je městská část Haify v Izraeli, která se nachází u úpatí hory Karmel při středomořském pobřeží. Bat Galim je známá pro své promenády a písečné pláže.

## Dějiny
Bat Galim byla založena ve 20. letech 20. století jako zahradní předměstí se soukromými domy navržené architektem stylu Bauhaus Ricardem Janem Kaufmannem. Během britského mandátu se stala Bat Galim haifským zábavním centrem. V budově „Casino,“ na zdejší promenádě, byli ubytováni britští důstojníci, a i přes svůj název nikdy nesloužila hazardním hrám. Mezi Bat Galim a karmelitským klášterem Stella Maris na Karmelu funguje lanovka.

## Významná místa
Na jihu Bat Galim se nachází železniční stanice Haifa Bat Galim. Nachází se zde rovněž Rambamova nemocnice, kde má sídlo lékařská fakulta Technionu a Rappaport Family Institute for Research in the Medical Sciences.